# Iullus Antonius
Iullus Antonius, né vers 44 av. J.-C. et mort en 2 av. J.-C., aussi connu sous les noms Iulus, Julus ou Jullus, est le deuxième fils de l'union entre Marc Antoine et Fulvie. Il devient consul en l’an 10 av. J.-C. Iullus Antonius est surtout connu pour être le plus célèbre amant de Julia, fille d'Auguste. Il est sans doute condamné à mort à la suite du scandale de l'an 2 av. J.-C., et il se suicide.

## Biographie

### Jeunesse et famille
Il naît à Rome entre 45 et 43 av. J.-C. de l'union entre Marc Antoine et Fulvie. Par sa mère, il descend donc de Caius Gracchus, le cadet des Gracques, ou encore de Scipion l'Africain.
Il a un frère aîné, Marcus Antonius Minor, et plusieurs demi-frères et demi-sœurs par les multiples mariages de ses parents.
À la suite de la guerre de Pérouse, ses parents divorcent et sa mère meurt peu de temps après en exil, en l'an 40. Antoine se remarie avec Octavie la Jeune. Jusqu'en 36, son frère vit avec son père et sa belle-mère à Athènes, et suit ensuite son père à Alexandrie mais on ignore ce qu'il advient de Iullus Antonius.
Après le suicide de Marc Antoine en 30, son frère est exécuté, probablement car il en est l'héritier d'un point de vue romain,.
Octavie élève les autres descendants d'Antoine, dont Iullus Antonius, mais aussi Alexandre, Séléné et Ptolémée, enfants de Cléopâtre VII, aux côtés de ses propres enfants,.

### Mariage, poésie et carrière
Après la fin de la guerre civile, Iullus se voit accorder des grandes faveurs par l'empereur Auguste, grâce à l'influence d'Octavie.
En 21, Auguste souhaite que son fidèle lieutenant Agrippa, qui est alors l'époux de Claudia Marcella Major, nièce de l'empereur, épouse sa propre fille Julia, veuve depuis peu. Ainsi, Marcella se retrouve libre et Octavie la donne en mariage à Iullus. Iullus et Marcella ont été élevés ensemble. Selon Tacite, ils ont des enfants. On pense généralement qu’ils ont deux fils et peut-être une fille. L’un d'eux est Lucius Antonius qui part en exil après la disgrâce de son père. Le nom de l’autre fils est incertain mais ce pourrait être « Caius ». L’existence d’une fille, Iulla Antonia, est supposée mais pas certaine,.
Iullus est aussi un poète et est crédité d'avoir écrit douze volumes de poésie sur Diomède quelque temps avant 13 qui ne lui ont pas survécu. Il est mentionné par Horace dans un de ses poèmes où il écrit à Iullus qui a l'intention d'écrire un poème faisant l'éloge d'Auguste pour son succès en Gaule (Pindarum quisquis studet aemulari, Iulle, ...).
Iullus devient préteur en 13, consul en 10 et proconsul d'Asie vers 7-6. Il est alors très apprécié par Auguste,.
Iullus Antonius figure sur l'Autel de la Paix Auguste à Rome.

### Scandale et suicide
Iullus Antonius devient un amant de Julia, mais on ignore depuis quand. Agrippa décède en l'an 12 et Julia est forcée de se remarier avec le beau-fils d'Auguste, Tibère. Le mariage est loin d'être heureux. Les historiens contemporains ainsi que ceux modernes suggèrent que Iullus a des vues sur l'Empire et veut épouser Julia avant que ses enfants Caius et Lucius, fils d'Agrippa et alors héritiers d'Auguste, soient en âge de régner afin de former une sorte de régence. Il est possible que Julia ait l'intention de divorcer de Tibère et de faire de Iullus Antonius le protecteur de ses fils.
Le scandale éclate finalement en 2 av. J.-C. Auguste prend des mesures pour isoler sa fille accusée d'adultère. Auguste juge probablement lui-même sa fille et la condamne à l'exil dans l'île de Pandateria. L'empereur impose à sa fille une vie proche de celle d'une prisonnière, tranchant avec les libertés qu'elle avait jusque-là. Tous les visiteurs mâles sont sévèrement contrôlés.
La condamnation de Julia suscite un scandale de taille à Rome. L'empereur s'abstient pendant un temps de paraître en public ou au Sénat. Les historiens antiques, tout comme les historiens modernes, évoquent que cette affaire cache peut-être une conspiration ourdie contre l'empereur.
Antonius se révèle comme étant le principal amant de Julia. Les autres hommes accusés d'adultère avec Julia sont exilés, mais Iullus est accusé de trahison. Il est sans doute condamné à mort et il se suicide.